# Supercoppa della Bosnia ed Erzegovina
La Supercoppa della Bosnia ed Erzegovina è stata una competizione calcistica per Club annuale bosniaca in cui si affrontavano in un'unica gara i vincitori della Premijer Liga, la massima serie del campionato di calcio bosniaco, e i detentori della Coppa di Bosnia ed Erzegovina.

## Albo d'oro
| Anno | Vincitore    | Risultato                                                                        | Finalista    |
| ---- | ------------ | -------------------------------------------------------------------------------- | ------------ |
| 1997 | Sarajevo     | 2-0, 1-3 (vincitore per la regola dei gol fatti fuori casa)                      | Čelik Zenica |
| 1998 | Željezničar  | 4-0                                                                              | Sarajevo     |
| 1999 | Bosna Visoko | 2-2 (dts) 5-4 (dtr)                                                              | Sarajevo     |
| 2000 | Željezničar  | 3-1 (dts)                                                                        | Brotnjo      |
| 2001 | Željezničar  | Assegnato automaticamente in quanto vincitore sia del campionato che della coppa |              |

## Vittorie per club
| Club         | Vittorie | Stagioni         |
| ------------ | -------- | ---------------- |
| Željezničar  | 3        | 1998, 2000, 2001 |
| Sarajevo     | 1        | 1997             |
| Bosna Visoko | 1        | 1999             |